# Paddington Station
Paddington Station är en järnvägsstation i London, i stadsdelen City of Westminster. Den är ändstation för fjärrtåg från västra och sydvästra England och södra Wales, omfattande Bristol, Bath, Gloucester, Cheltenham, Worcester, Cardiff, Swansea, Exeter, Plymouth, Truro och Penzance.

## Historia
År 1838 byggdes den första stationen i området som ändstation för Great Western Railway. Den nuvarande stationen öppnades år 1854 och konstruerades av Isambard Kingdom Brunel. När Brunel designade stationen inspirerades han av Kristallpalatset som byggts några år tidigare. Åren 1906-1915 skedde en stor ombyggnad på stationen. 2022 öppnades pendeltågslinjen Elizabeth line med en egen underjordisk station. Idag har stationen 16 spår, 14 spår i ytläge samt 2 underjordiska spår för Elizabeth line.

## Tunnelbana
Paddington var också ändstation för den första delen av Metropolitan Railway, som brukar betecknas som världens första tunnelbana. Den ursprungliga tunnelbanestationen norr om järnvägsstationen från 1863 trafikeras idag av Circle line och Hammersmith & City line på Londons tunnelbana, medan plattformar finns för annan del av Circle line samt District line från 1868 och Bakerloo line från 1913 på järnvägsstationens södra sida.

## Övrigt
I böckerna om Björnen Paddington hittas Paddington på stationen och får sitt namn efter den. En staty föreställande Paddington står under klockan på plattform 1.

## Bilder

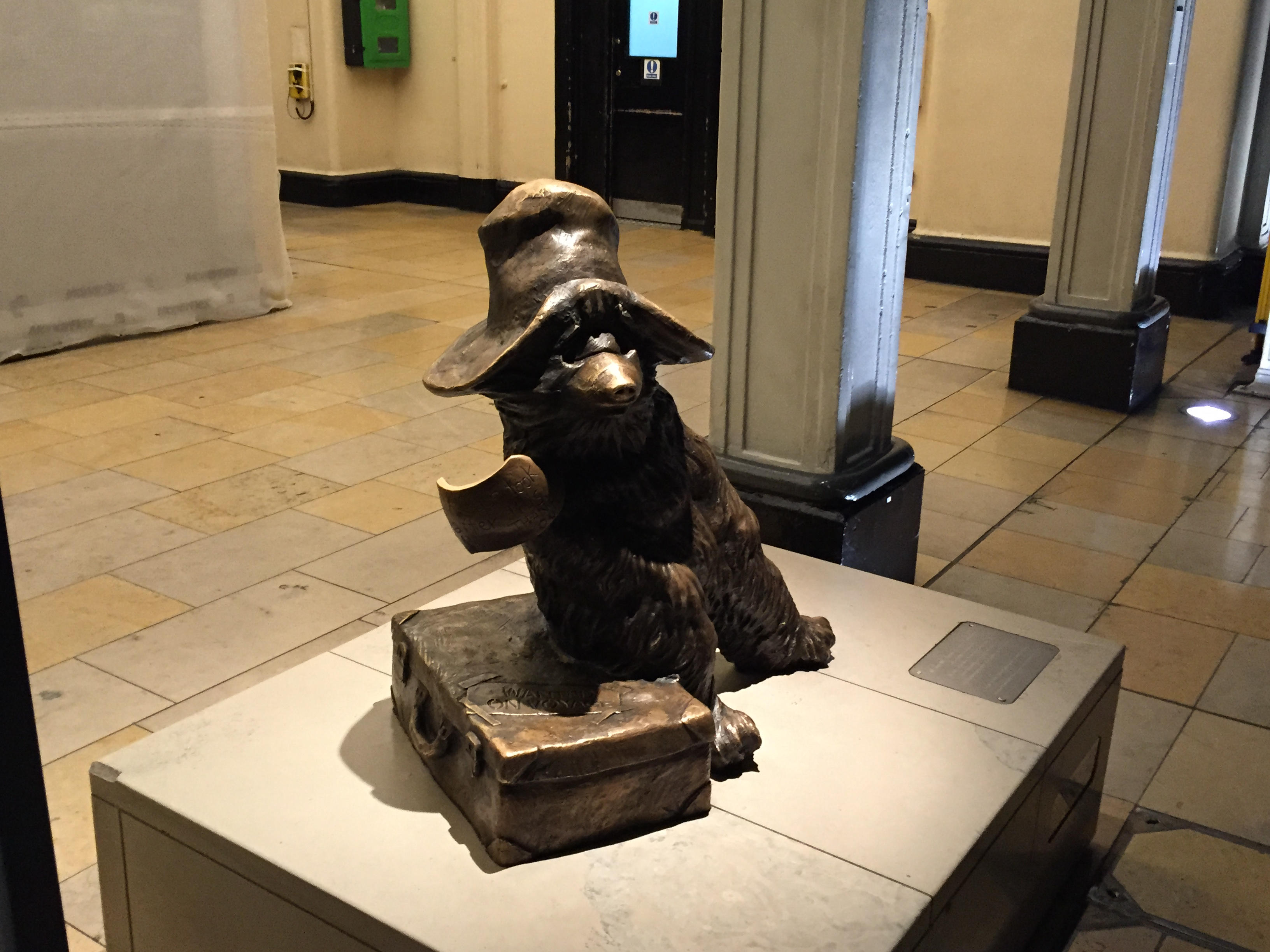
Staty av björnen Paddington.
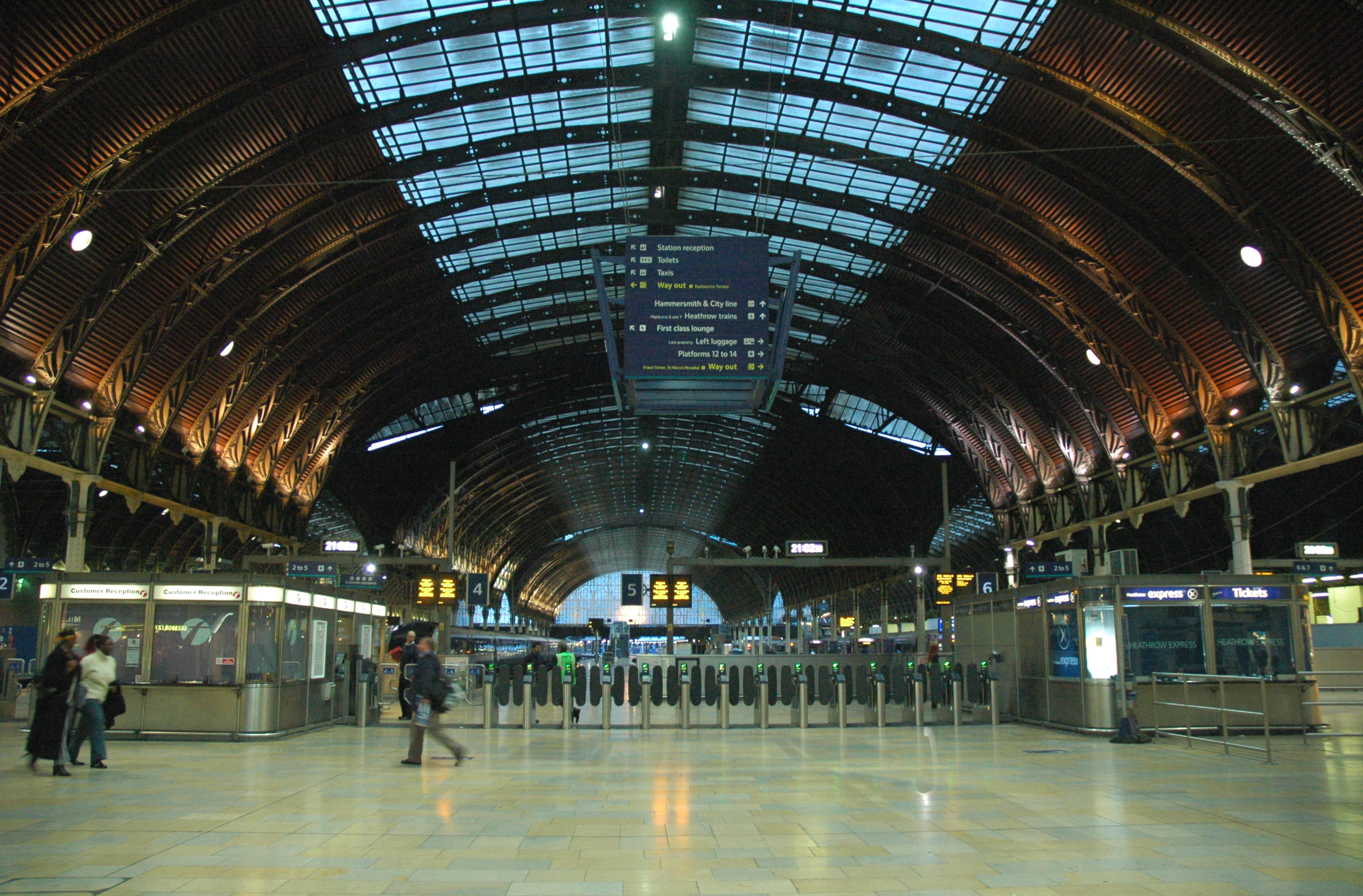
Insidan av Paddington station.
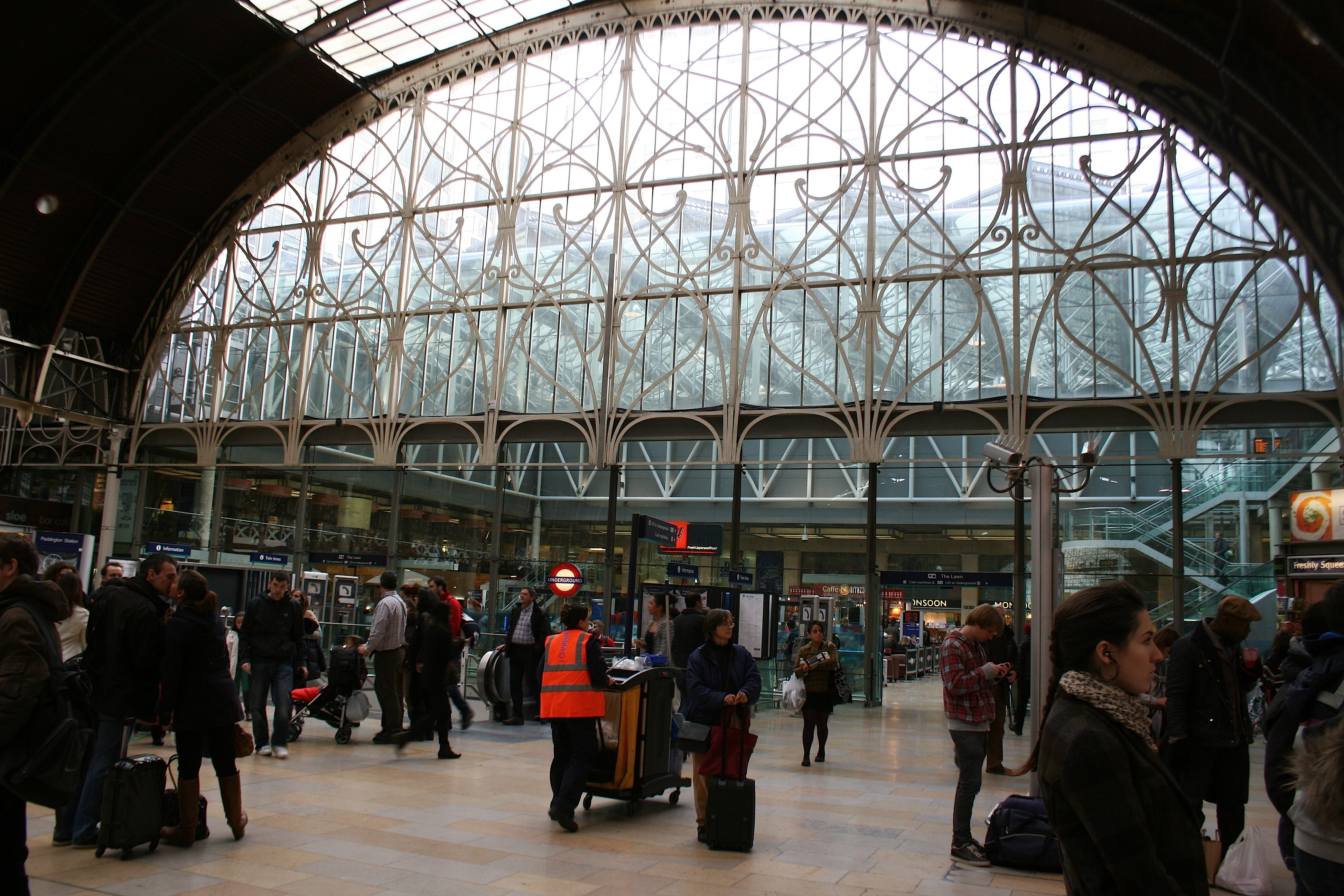
En annan vy inifrån stationen.
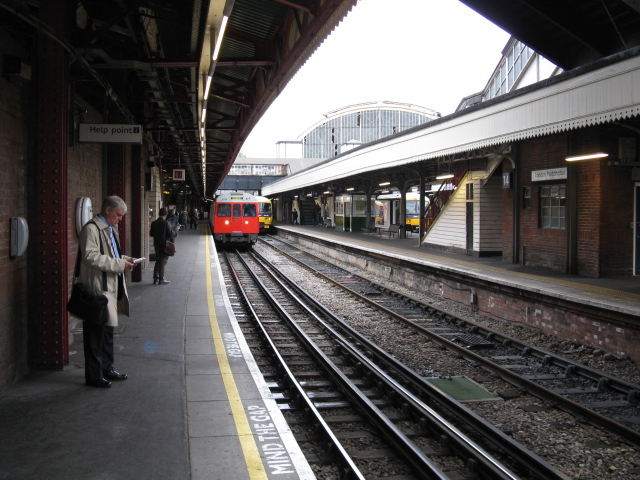
Circle line och Hammersmith & City line med station från 1863.
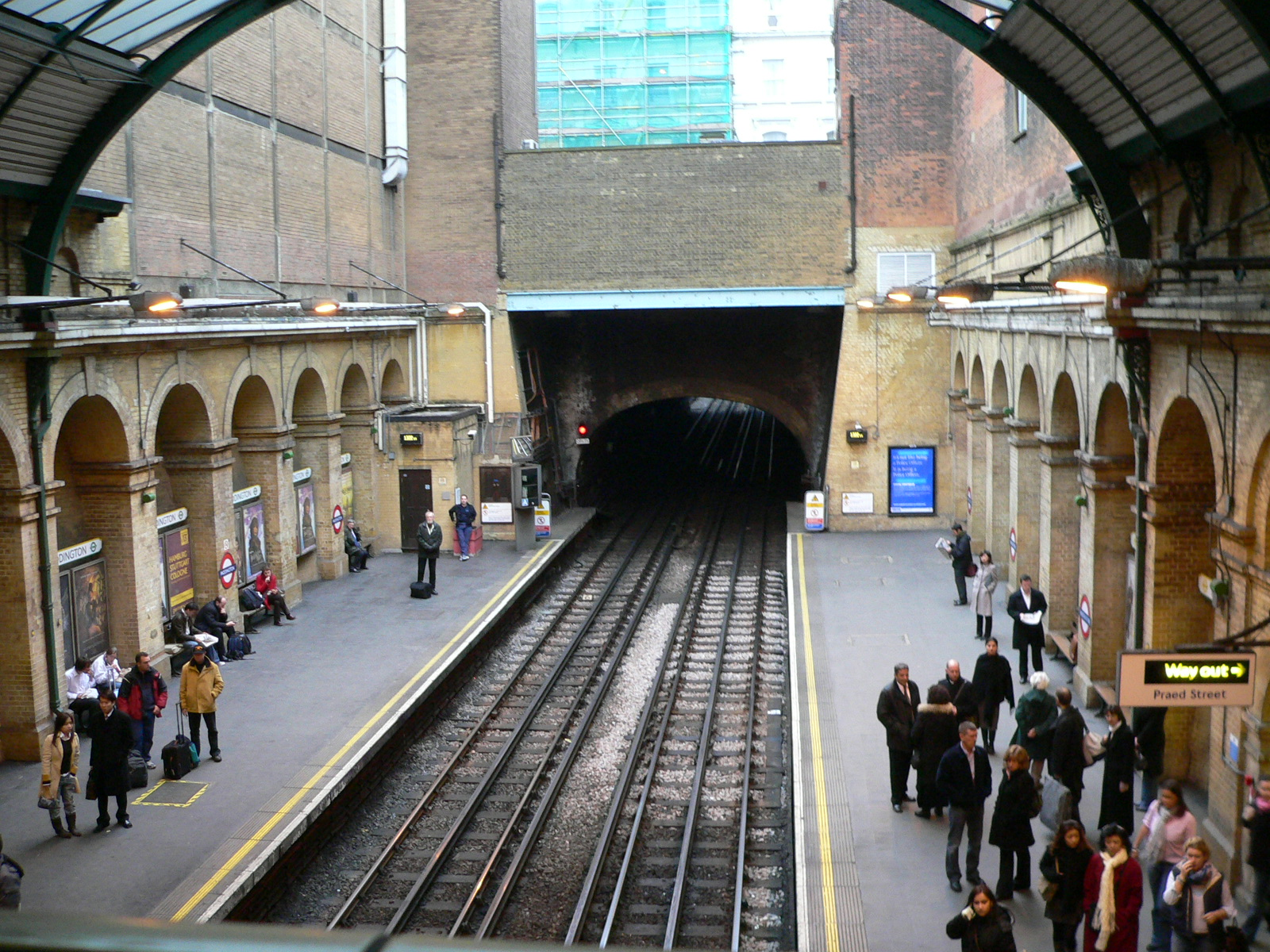
Circle line och District line med station från 1868.
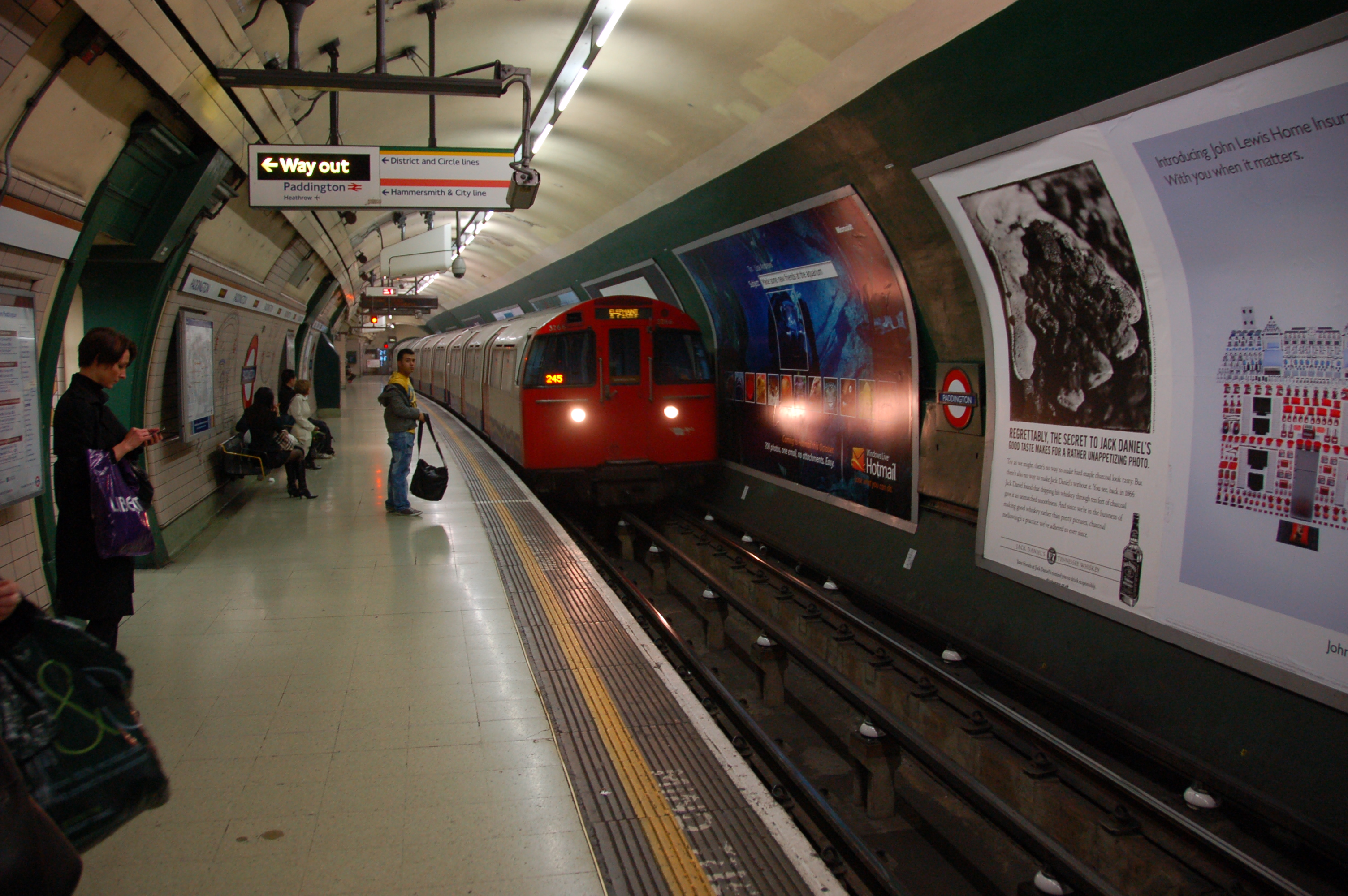
Bakerloo line från 1913.
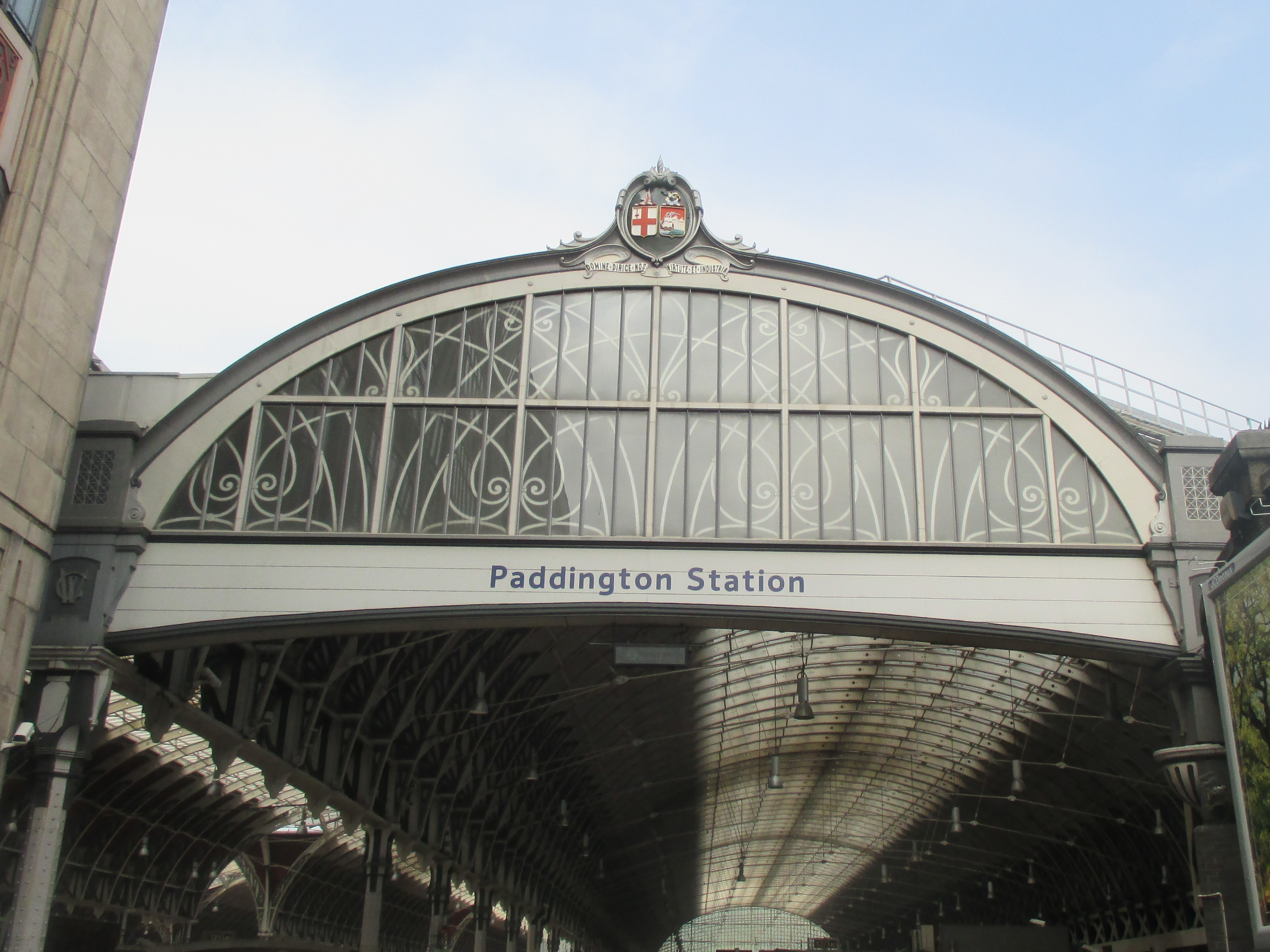
En ingång till Paddington Station.
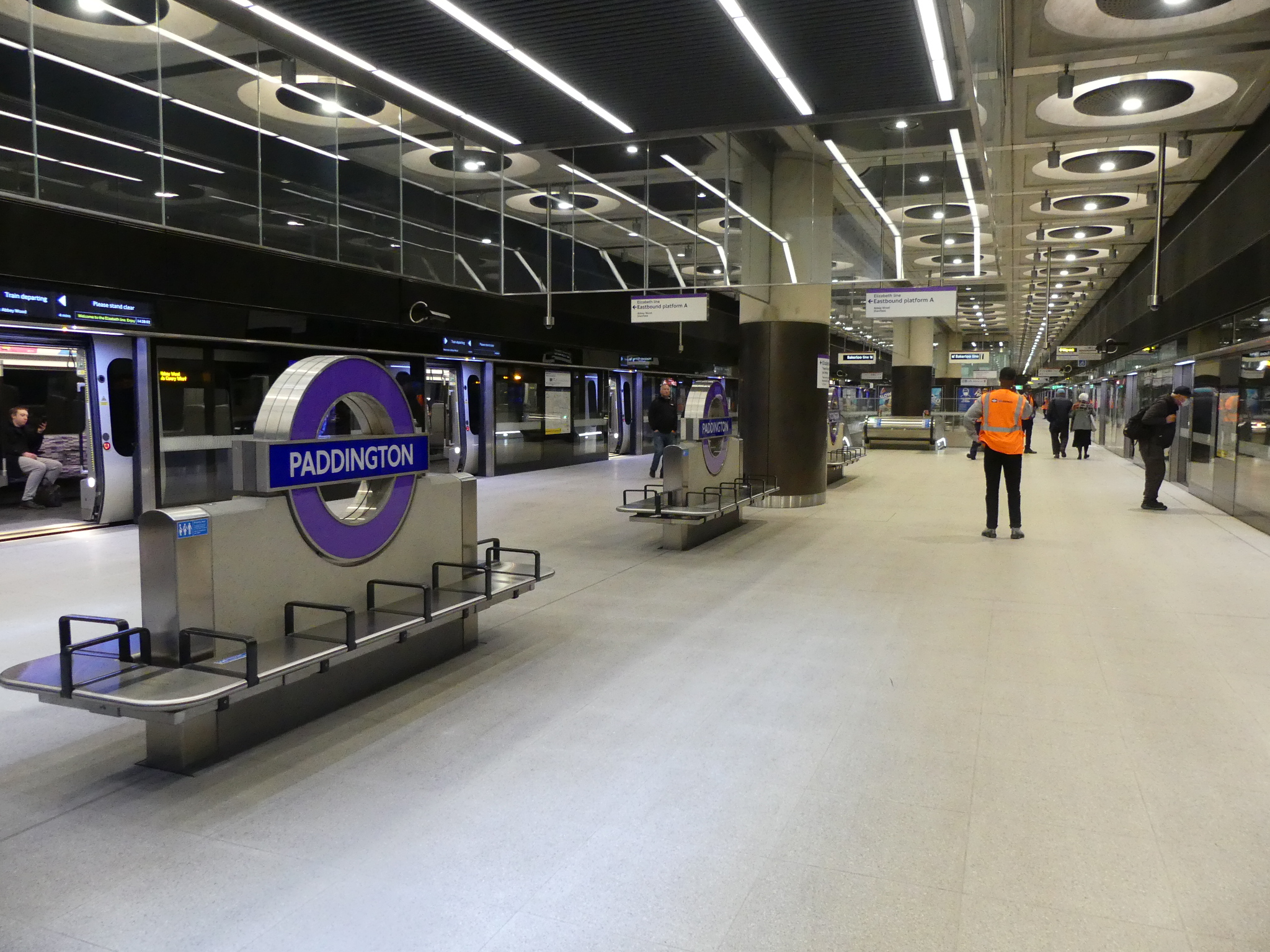
Pendeltågslinjen Elizabeth line från år 2022.